# Тінзаватен
Тінзаватен (вар. Tinzawatene і Tin-Zaouatene, араб . تين ظواتين) — село на крайньому північному сході Малі в регіоні Кідаль на кордоні з Алжиром.
Більшість населення складається з кочових туарегів.  Алжирське поселення Тінзаватен знаходиться на алжирській стороні кордону.

## Війна в Малі
Тінзаватен був штаб-квартирою пов'язаного з Аль-Каїдою терористичного угруповання Джамаат Наср аль-Іслам валь Муслімін.
25 липня 2024 року сили Національного руху за визволення Азаваду (CSP-DPA) влаштували засідку на конвой FAMA та російських найманців Вагнера в Тінзаватені. Під час битви утворилася піщана буря, яка змусила обидві сторони тимчасово призупинити бойові дії до 26 липня. Бій завершився 27 липня, внаслідок чого було втрачено кілька броньованих машин FAMA, гелікоптер FAMA та, як стверджується, загинули 10 солдатів FAMA, 5 найманців Групи Вагнера та 20 солдатів CSP-DPA.